# Rio de la Canonica
Le rio de la Canonica (canal de la Cure) ou Rio di (ou del )  Palazzo (du Palais (des Doges)) est un canal de Venise formant la limite entre le sestiere de Castello et de San Marco. 

## Description
Le rio de la Canonica a une longueur d'environ 280 mètres. Il prolonge le rio del Mondo Novo vers le sud et son embouchure dans le bassin de San Marco.

## Toponymie
- Le nom provient des maisons où les chanoines de San Marco résidaient avec le reste du clergé préposé à la Basilique. Appelés à l'origine chapelains, leur institution fut créée en 829 par le doge Giovanni Ier Participazio. En 1393, le doge Antonio Venier réduisit le nombre de ces chanoines à 26 pour retomber au dernier siècle de la République à 12. Ainsi en 1604, existaient 24 résidences, comme suit: 12 résidents canoniques, 2 sacristains, 5 sous-canoniques, 2 sous-sacristains, 1 principal de chapelle et 2 gardiens d'église. Ces maisons présentaient l'aspect d'un couvent avec cour au milieu avec puits, et entouré par des galeries à l'étage et d'un couloir supérieur. L'entrée se trouva sur la piazzetta de San Basso. En 1597, les Procureurs avaient décidé de reconstruire la Cure, mais ceci ne débuta pas avant 1618, terminant l'œuvre en 1635. 
 Ces résidences leur furent accordées par le doge Ziani. En 1210, elles furent refaites par Angelo Falier, Procureur de San Marco et couvertes de pierre en 1346.

- Le rio est traversé par le ponte della Paglia, lieu où à l'époque furent amarrés les bateaux remplis de paille et interdits d'accès à la ville par certaines lois et ordonnances de la République. C'est pourquoi il est parfois appelé rio della Paglia (canal de la paille).

## Curiosités
- Ce rio longe l'est du palais des doges et du Palazzo Patriarcale ; il longe également le palais Trevisan Cappello, accessible par le ponte dei Cappelli ;
- Ce rio est un point de départ et de passage très important pour les gondoles de Venise.

## Ponts
Plusieurs ponts traversent ce rio, 
- Ponte della Paglia sur le Riva degli Schiavoni
- Ponte di Canonica Érigé selon certains à la suite du meurtre de Vitale Michiel II en 1172 mais selon d'autres en 864, après le meurtre du doge Pietro Tradonico et ceci parce que les doges se rendirent le jour de Pâques à San Zaccaria par l'arrière du palais. La reconstruction du pont a été faite sur dessin d' Antonio Mazzoni en 1755.  reliant la Ruga Giuffa Sant'Apollonia au San Marco
- Ponte dei Cappelli, accès au palais Trevisan Cappello
- Ponte dei Consorzi, il fut nommé d'après les consorzi : comité de la gestion de l'irrigation de Venise, qui se réunissait ici. il fut appelé jusqu'à la fin du XVIIIe siècle ponte Morosini
- Ponte del Rèmedio. Remedio renverrait vers le nom d'un vendeur de Malvasia qui habitait ici vers 1570 et pas vers le vin lui-même, il relie la calle du même nom et la Ramo de l'Anzolo

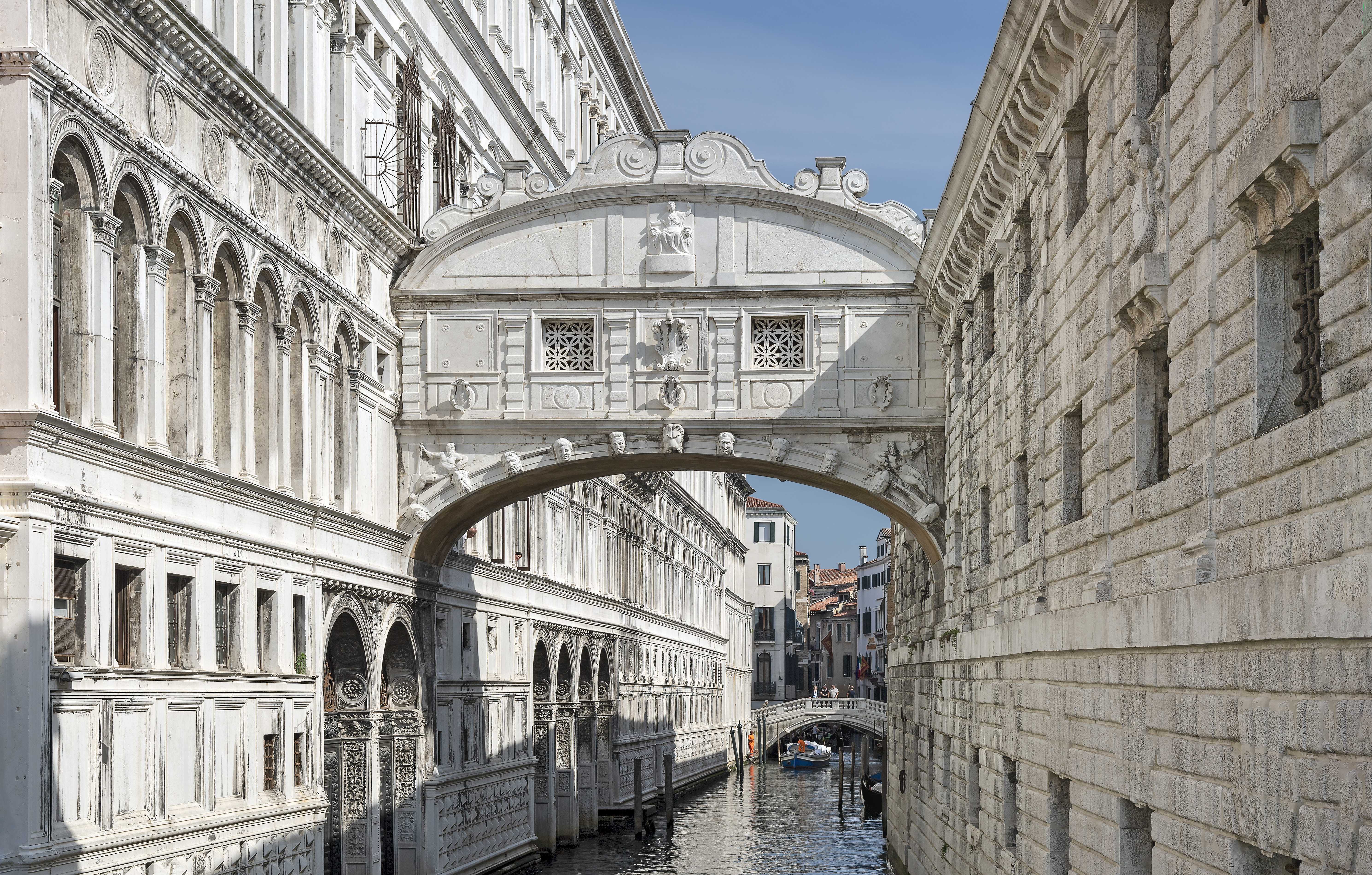
Pont des Soupirs
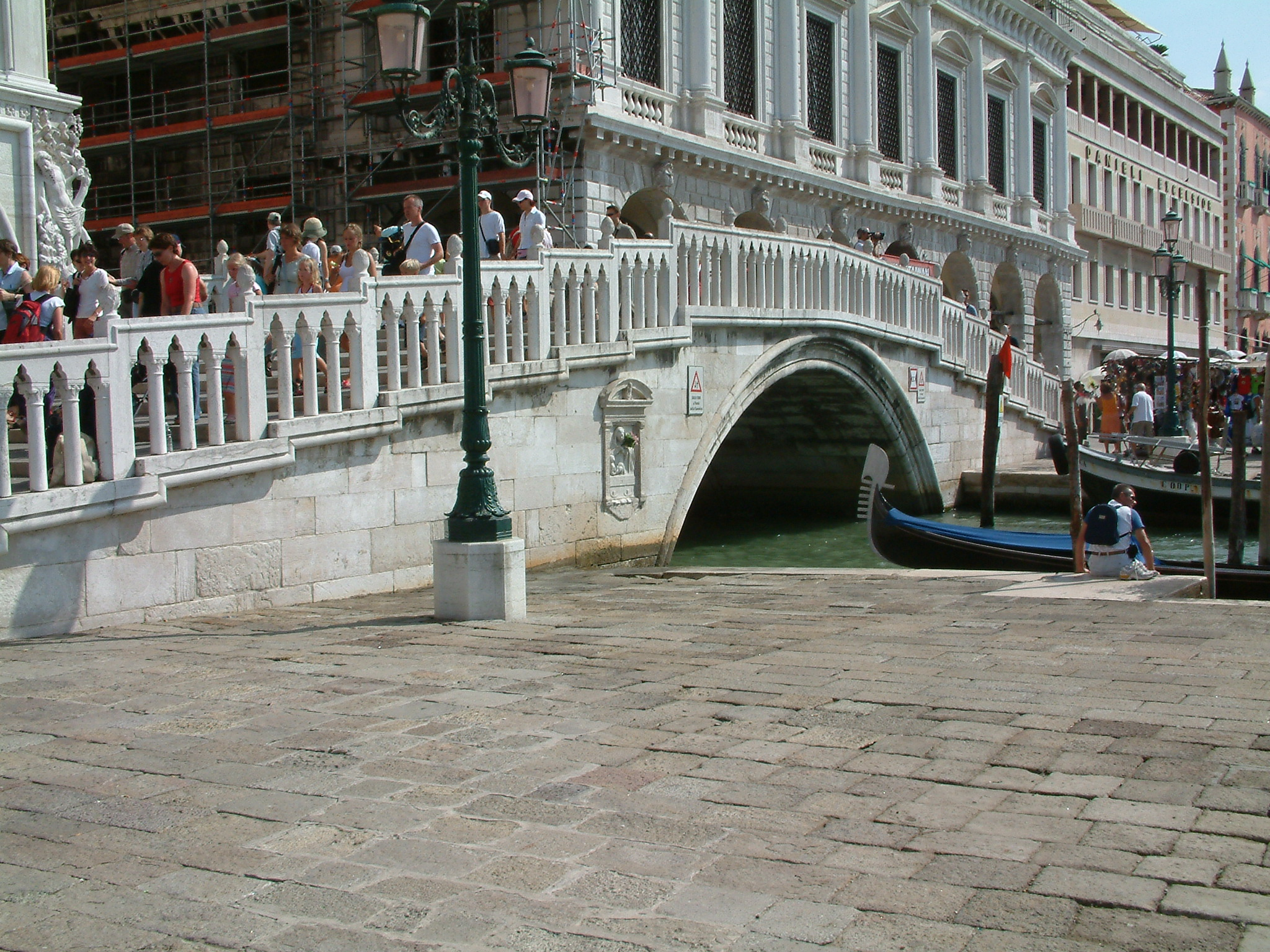
Ponte della Paglia
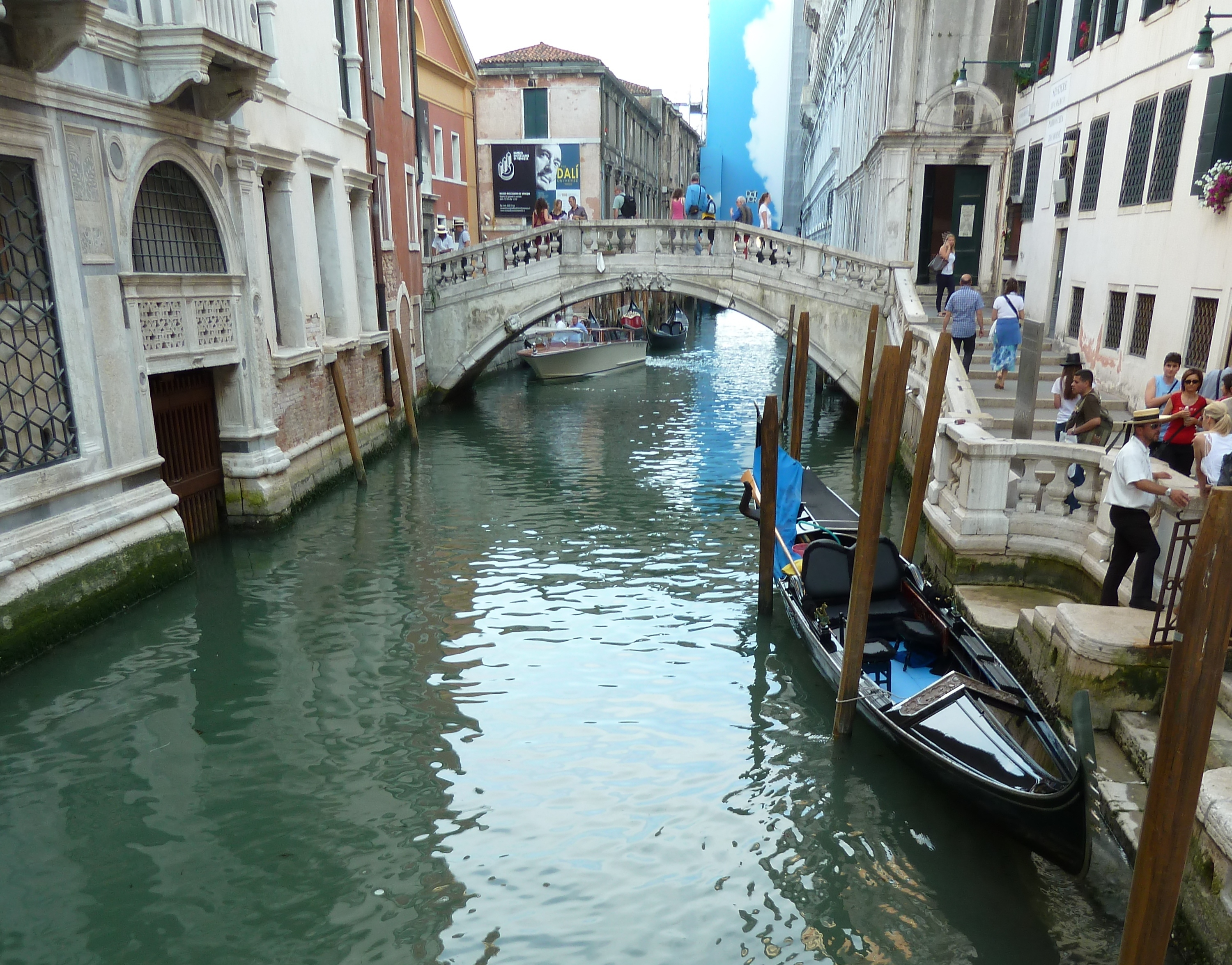
Ponte di Canonica
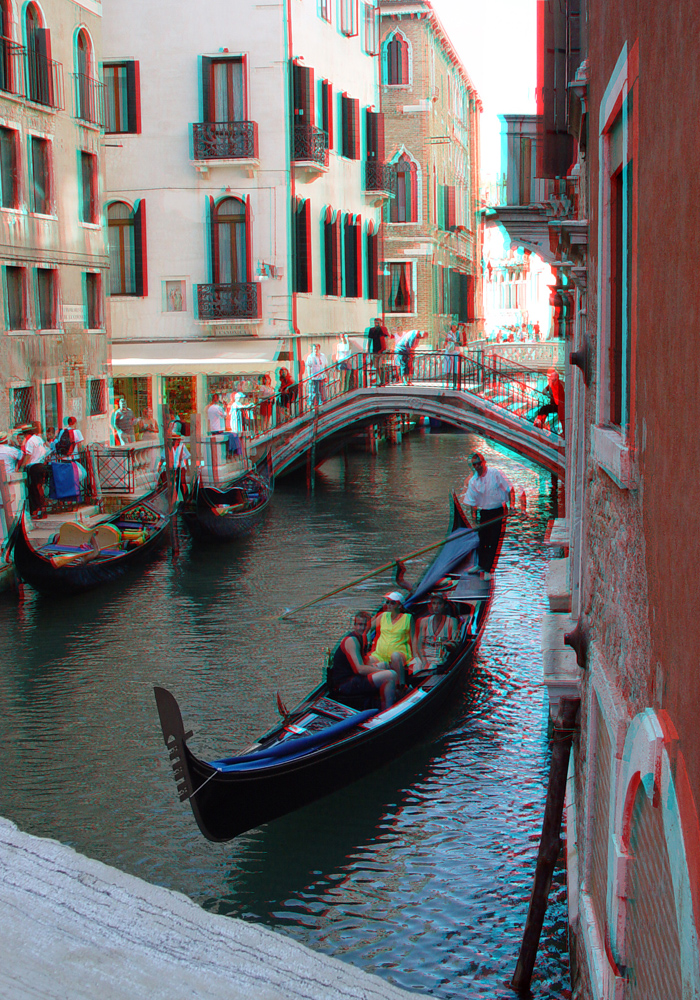
Ponte dei Cappelli
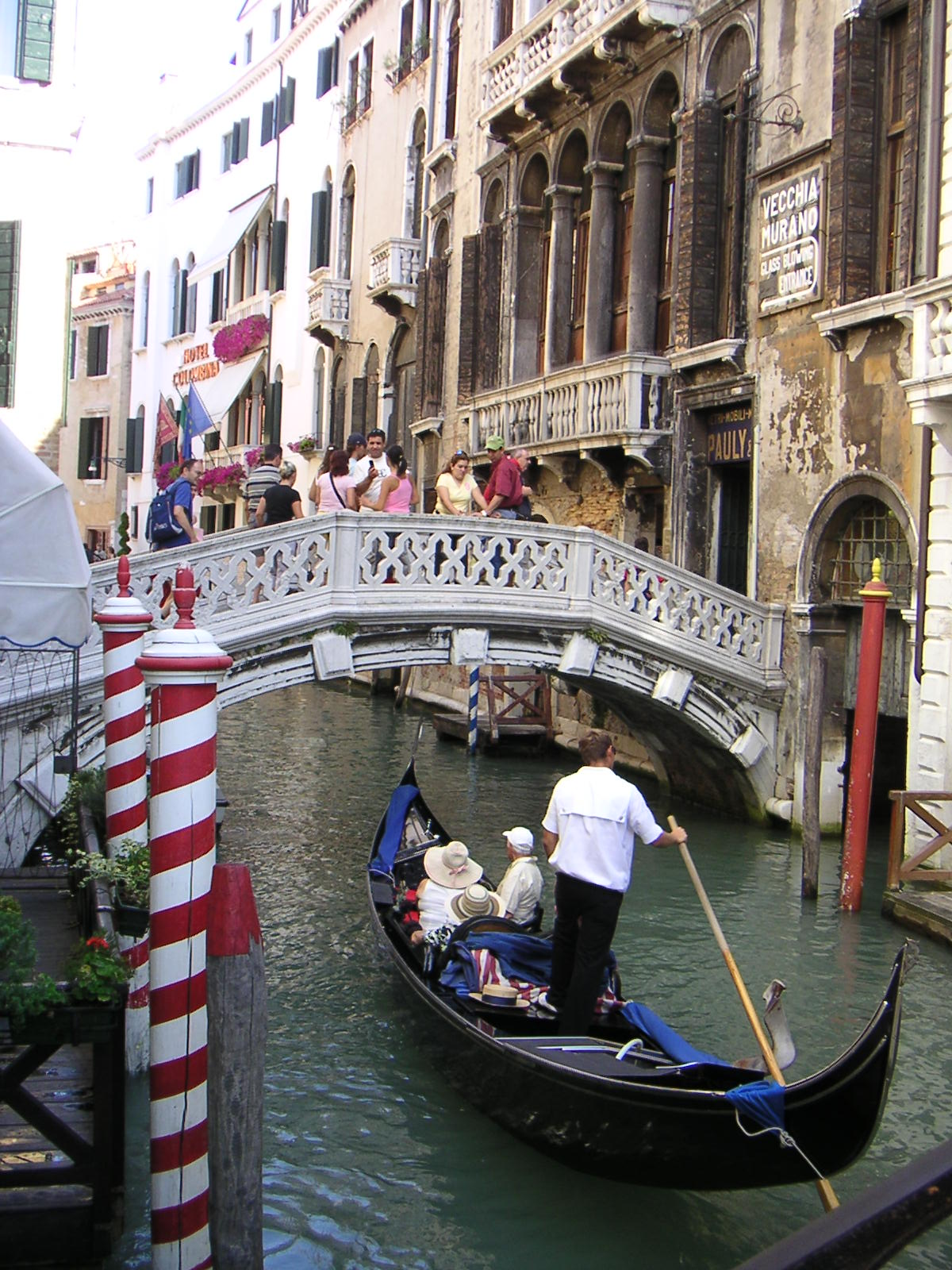
Ponte dei Consorzi
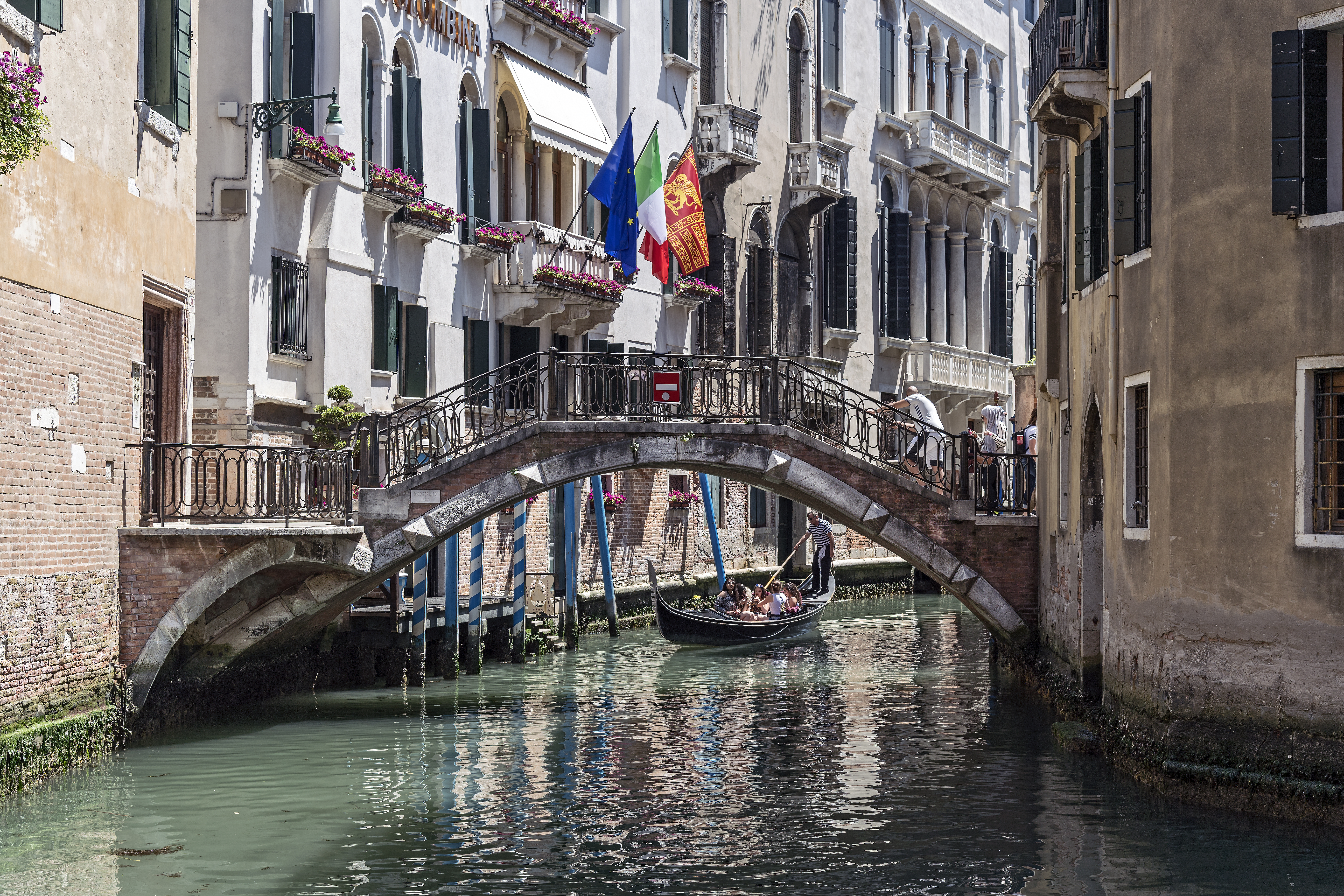
Ponte del Rèmedio